# Танкодесантний корабель

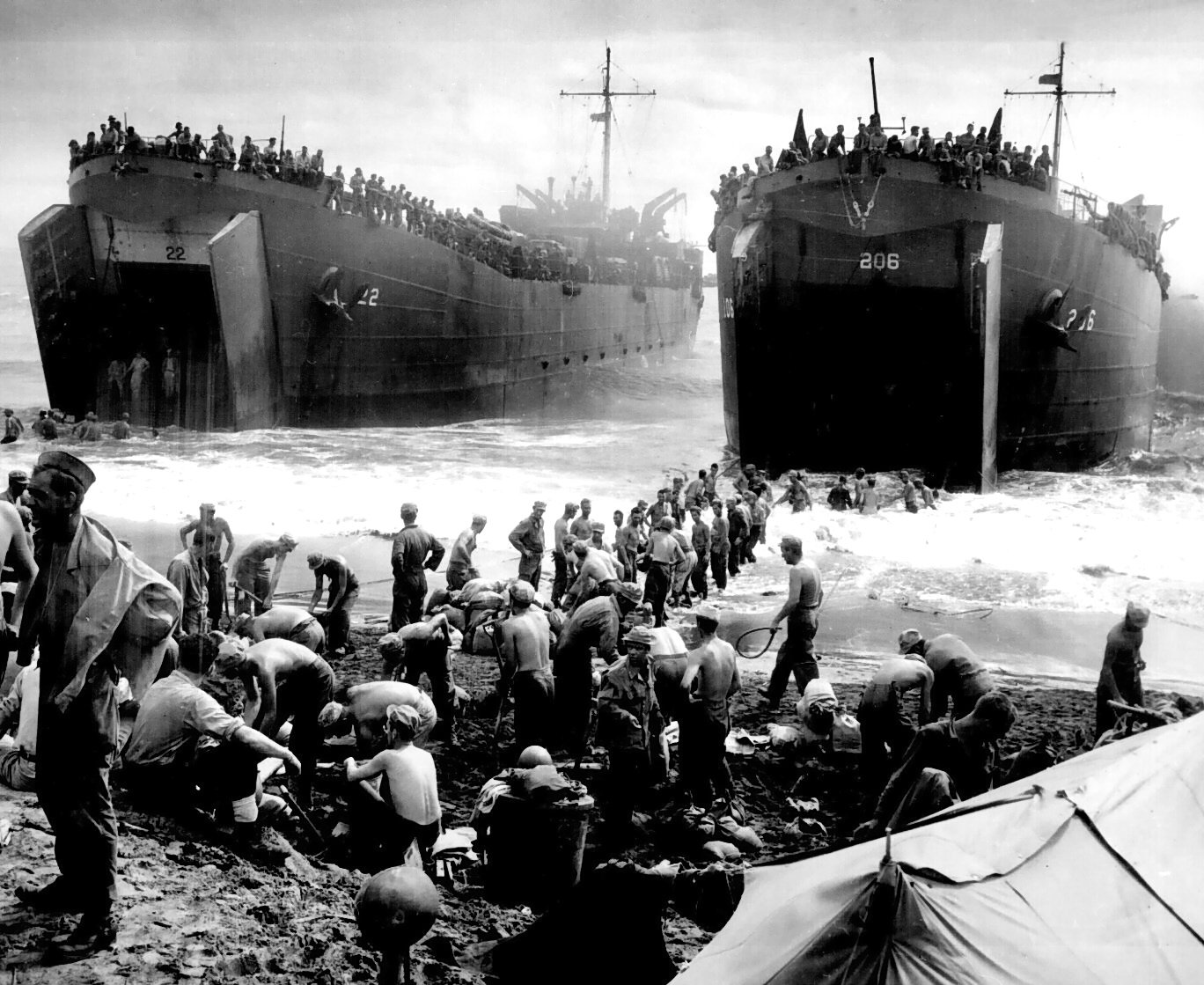
2 десантних кораблі типу LST Берегової охорони США з відчиненими рампами. Острів Лейте. 1944

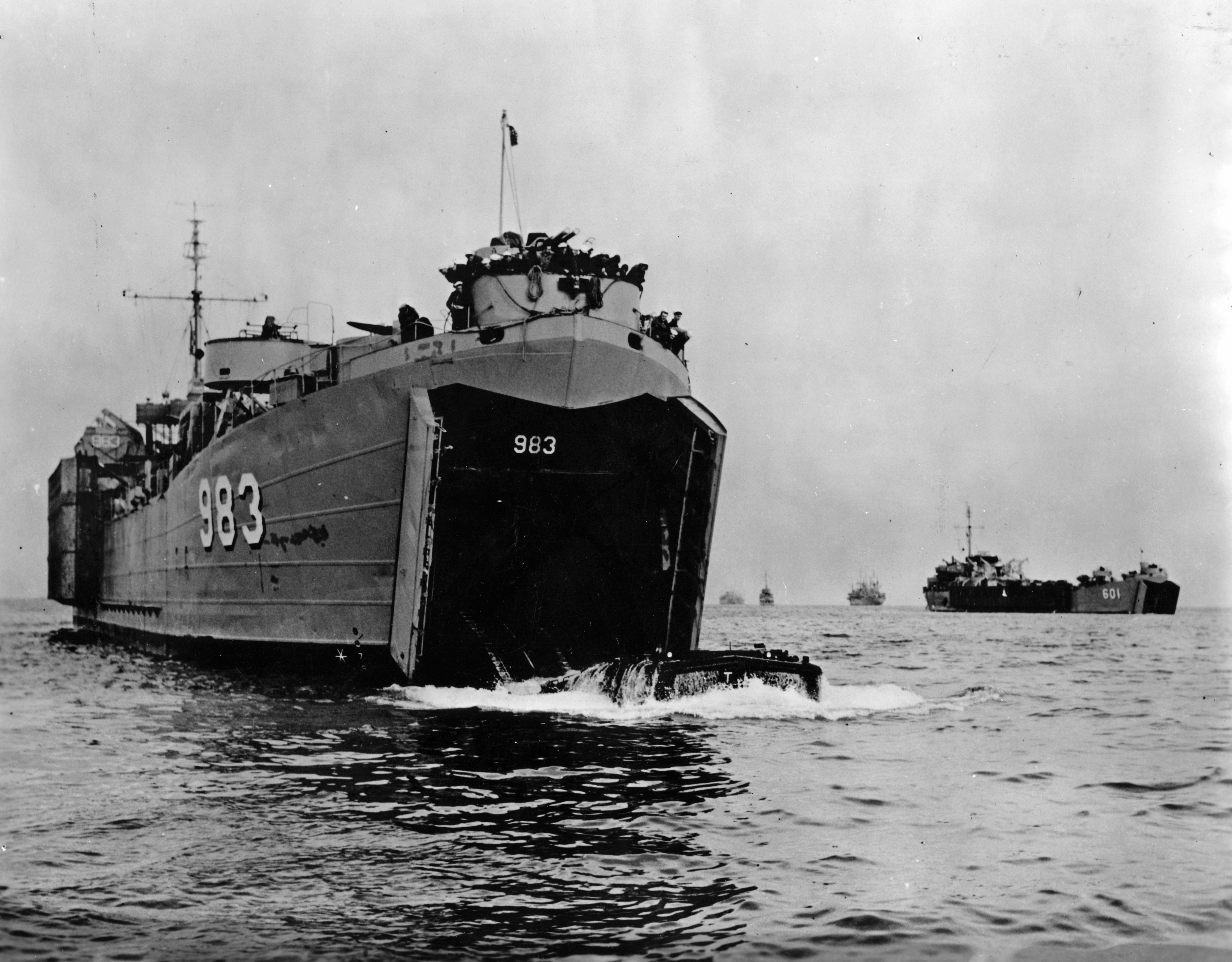
Великі танко-десантні кораблі LST-983, з LST-601 на задньому фоні, здійснюють спуск на воду бойових машин морської піхоти США LVTP-5

Висадка танку Crusader з танко-десантного судна «Landing Craft Tank» (LCT). 26 квітня 1942

Танко-десантний корабель — тип десантного корабля, призначений для доставки в район висадки морського десанту танків та іншої бронетанкової техніки і безпосередньої їх висадки на необладнане узбережжя. Сучасні танко-десантні кораблі мають водотоннажність 4000—8000 т, швидкість до 20 вузлів (37 км/год), місткість до 30 танків. Вивантаження танків здійснюється з апарелі корабля. В разі неможливості підходу до узбережжя плаваюча техніка долає водний простір своїм ходом, а та техніка, що не плаває доставляється на берег десантно-висадочними засобами або вертольотами. 